# جاسم محمدجعفر
جاسم محمدجعفر (به ترکی استانبولی: Casim Muhammed Cafer) (زاده ۱۹۵۸ دوز خورماتو در استان صلاح‌الدین) از شیعیان ترکمن عراق، معاون اتحادیه اسلامی ترکمن‌های عراق از شاخه‌های ائتلاف دولت قانون و وزیر ورزش و جوانان دولت نوری المالکی است. وی ۲۰ مه ۲۰۰۶ توسط مجمع ملی عراق جهت پست وزارت تایید شد، جاسم محمدجعفر پیش‌تر به عنوان وزیر مسکن در دولت انتقالی عراق خدمت کرده است.